# Niccolò Sommaripa
Niccolò Sommaripa (né avant 1442, mort vers 1505), est seigneur de Paros et tiercier de Négrepont à partir de 1462.
Il est le second fils de Crusino Ier Sommaripa qui lui lègue Paros tandis que son aîné Domenico reçoit Andros.
En tant que seigneur de Paros, en octobre 1503, il attaque l’île d'Andros.

## Mariages et descendance
Il épouse en 1455 une fille de Segundo da Pesaro, puis en 1502 une fille de Domenico Zentani.
Il a quatre enfants connus :
- Crusino (mort en 1518), qui lui succède
- Fiorenza
- Caterina, qui épouse un membre de la famille da Mosto
- Lemantina